# 1527 Malmquista
Az 1527 Malmquista (ideiglenes jelöléssel 1939 UG) a Naprendszer kisbolygóövében található aszteroida. Yrjö Väisälä fedezte fel 1939. október 18-án, Turkuban.